# Echinohelea notipes
Echinohelea notipes är en tvåvingeart som beskrevs av Debenham 1970. Echinohelea notipes ingår i släktet Echinohelea och familjen svidknott. Inga underarter finns listade i Catalogue of Life.